# Freetown (Massachusetts)
Freetown es un pueblo ubicado en el condado de Bristol en el estado estadounidense de Massachusetts. En el Censo de 2010 tenía una población de 8.870 habitantes y una densidad poblacional de 94,08 personas por km².

## Geografía
Freetown se encuentra ubicado en las coordenadas 41°46′46″N 71°1′10″O / 41.77944, -71.01944. Según la Oficina del Censo de los Estados Unidos, Freetown tiene una superficie total de 94.28 km², de la cual 89.29 km² corresponden a tierra firme y (5.3%) 5 km² es agua.

## Demografía
Según el censo de 2010, había 8.870 personas residiendo en Freetown. La densidad de población era de 94,08 hab./km². De los 8.870 habitantes, Freetown estaba compuesto por el 96.39% blancos, el 0.91% eran afroamericanos, el 0.15% eran amerindios, el 0.62% eran asiáticos, el 0% eran isleños del Pacífico, el 0.94% eran de otras razas y el 0.99% pertenecían a dos o más razas. Del total de la población el 1.23% eran hispanos o latinos de cualquier raza.